# 童話王国
『童話王国』（どうわおうこく）は、『人魚姫』、『不思議の国のアリス』、『アラビアンナイト』などの童話の世界をテーマにしたオンラインMMORPGであった。
本家は台湾で、日本でのゲーム開始当時は株式会社サクセスによって運用されていたが、後に株式会社ベクターの子会社である株式会社ベルクスに運営が引き継がれ、ベルクス社は2009年2月にベクター社に合併されたため、ベクター社が運営を行っていた。Gamespace24はベクター社のネットゲームコンテンツの総称で、ゲームを行うための会員ID取得、課金のチャージなどを行うサイトとなっている。その他にマレーシアなどでもサービスを行っている。
日本では2003年12月23日から2004年5月6日にクローズベータテストが実施され、2004年5月20日から10月6日にオープンベータテストが、そして10月7日に正式サービスが開始された。2007年7月18日の大型エキスパンション第8弾『桃太郎』実装により、ユーザーインターフェイスが大幅に変更。2008年1月24日には最新版となる大型エキスパンション第9弾『お菓子の家』が実装され、その後は新スキルや攻城戦といった要素が追加された。2007年7月18日より、基本プレイが無料化されたが、2010年6月23日にサービスが終了した。
後継のサービスとして「レインボーアーチ〜童話王国〜」が2010年7月27日に開始されているがこれも2012年4月20日にサービス終了となり、日本で8年近く続いた童話王国は終焉となった。台湾などでは継続して童話王国のサービスを行っている。

## 概要
キャラクターは「人間」「エルフ」「ドワーフ」の3種族と性別を選ぶ。キャラクターは種族および性別ごとにそれぞれ2種類用意されており、計12種類（3x2x2）のグラフィックが用意されている。
種族により上がりやすいパラメータが決まっているが、LvUP時はHPとMPとパラメータ3ポイントがランダム配分となり、手動で配分できる3ポイントの為、キャラクターの育成はリアル運に左右される所が大きい。
戦闘方法はMMOとしては珍しくエンカウント式であり、敵の取り合いが発生しない（義勇・攻城戦を除く）。戦闘はプレイヤーキャラクターと幻獣と呼ばれるペットのスキルを駆使して戦うことになる。
クエストは童話をモチーフとした物が多く、その数は140を超える。また、王国買取は生産品を納めると名声とメム（ゲーム内通貨）が貰える為、一種の納品クエストとも言える。その他、定時に王国防衛戦（義勇）や高レベルプレーヤー専用の攻城戦が発生する。
店で売られている装備品はLv20までであり、それ以上のものはプレイヤーが作るか敵からのドロップのみとなる。装備生産は、店で売られている物より性能の良いものが作成可能である。
作成した装備はマーケットと呼ばれる場所で、陳列台を使用することにより自動販売が可能である。通常キャラクターは5個しか販売できないが、商人及び大老のみ20個まで販売が可能である。
「連盟」（他のゲームではギルド、クラン等と同意）はプレイヤー同士が集まり、ある条件を満たすとアイテムの保有数が有利になったり、各都市間の移動が有利になる。

## あらすじ
童話の登場人物が登場する、童話世界。この世界は、人間の想像力が世界の創造と維持の源となっており、読者の想像力を刺激する事で、童話はますます膨らみ、世界は繁栄していった。ところが、時代の流れに伴い、頭の良くなった子供達は、童話世界の登場人物に対して 「なぜこの人たちはこんなこともわからないの？」「本当にいるの？」と、疑問を持ち始め、童話を信じなくなってから、童話は無名のものから次第に消えてしまう。このままでは、童話世界がいつか完全に消滅する事を憂んだ住民達は、会議を開き対策を考え始めたものの、所詮は童話の登場人物。故に、案は単純なものしか思い浮かばず、結局、会議では何も決まらなかった。困った住民達は、偉大な賢者の元を訪れた。賢者は悩んだ末に、「童話はここにある。疑問を持っている人は童話に参加すれば良い」と提案した。これを聞いて住民達は、現実世界の人々に童話世界の中へ入ってもらい、童話を知ってもらおうとしたのであった。

## 職業
これの選択一つでゲームの世界観が変わってくる。職業には以下のものがある。
- 戦士系：剣士、刀戦士、斧戦士
- 旅人系：幻獣士、商人、拳法家
- 修行者系：僧侶、魔術師、闇の使徒、光の使徒

### 戦士系
- 剣士：命中も打撃もバランスが取れていて、攻撃力も抜群。単体攻撃が主のため、ダンジョンや島といった敵のグループ出現率が高い場所は少々苦手だが、凶悪な攻撃力でごり押しできる。
- 刀戦士：列攻撃など、複数の敵に対して攻撃できるのでサクサク進める。島やダンジョンが得意。
- 斧戦士：命中が低いのが欠点だが、育て方を知っていれば強い。一撃必殺タイプ。

### 旅人系
- 幻獣士：捕まえた幻獣を使って戦うタイプ。ムチを武器として使用する。捕獲スキルとして「罠」を覚えられるがレベルが高い幻獣ほど逃げ足が速く、僧侶（司祭）、闇の神官の縛りがないと捕獲しづらいことも多い。
- 商人：戦いには最も向いていない職。しかし、生産専用キャラクターとして多く使われる。上級職（レベル60から転職できる）ではどこでもものを売ったり、値切ったりできるユニークさがある。
- 拳法家：武器としてグローブを使う。攻撃のスキルが上がるに従って同時攻撃できる敵の数も2体まで増える。旅人系としては唯一戦闘を目的とした職業で、戦士と同等である。

#### 修行者系
- 僧侶：サポート魔法が凶悪。縛り技「木霊の縛り」はかなり役立つ。
- 魔術師：敵すべてを攻撃する「大地の怒り」一列を攻撃する「インフェルノ」が強力だが、おおよそ敵レベル45まで。サクサク進められるが、ボス戦では能力を十分に発揮できない。
- 闇の使徒：「闇の儀式」がキャラクターのレベル上げに重宝する（移動の必要なく+5レベルの敵を召喚できる）序盤は攻撃魔法が無い為、弱体化魔法ばかり。後半になるとそこそこの攻撃魔法を覚えるが、実際に狩りで使用できる程度ではない。
- 光の使徒：攻撃魔法が「聖句」「聖光弾」しかない為、回復魔法でもPT（チーム）を組むことが多い。移動系魔法「虹の橋」は非常に便利で、3カ所まで移動先を登録することができる（島、屋内、特定の場所を除く）。

### 上級職業
これらは全て「上級職業」と呼ばれる1ランク上の職に転職できる。

#### 戦士系
- 剣士→剣匠　単体攻撃にも更に磨きがかかり、「地裂閃」、「天空閃」、「龍翔閃」、「不動剣」を覚えられる。不動剣は攻守一体の技なので非常に便利。あとの二つは列攻撃、龍翔閃は単体に凶悪な威力を発揮する。
- 刀戦士→刀匠　攻撃力を倍にする「海洋斬」「鳳翼斬」「真空斬」は雑魚を一掃できる。特別技能で「鋭気集中」があり、技発動後の次ターンのみ破壊力を2倍にする。
- 斧戦士→狂戦士　命中力も破壊力も安定してくる。戦士系でも筋力重視なら鬼神の如き威力を発揮する。複数攻撃技「時雨撃」、防御無視の「雷王撃」、完全物理耐性及び基本防御完全無視の「獣王撃」がある。

#### 旅人系
- 商人→大老　「金銭攻撃」というスキルを取得できる。このスキルがレベル30になると「プラチナカード」という全体攻撃が可能になる。1回につき1500メムを消費。「移動陳列棚」は便利。どこでも商売が出来る。値切りは相変わらずの姑息さだ。
- 幻獣士→獣王　全体攻撃の「合体」はかなり強力かつ、凶悪。捕獲は獣王になってからが真骨頂で、捕獲対象をおとなしくさせ捕獲しやすくする「捕獲」がある。
- 拳法家→拳王　「滅空拳」「烈空拳」「幻空拳」は、命中、ダメージもアップする。幻空拳は防御無視で、特殊技能として「闘気拡散」がある。PT全体の能力をUPさせる。

#### 修行者系
- 魔術師→魔導士　それぞれの元素（属性）の神を呼び出して、強烈な攻撃を仕掛けられる。「血液蒸発」「水神ハンマー」「巨木連打」「破金刀」「岩石隆起」どれも威力は高い。
- 光の使徒→光の神官　主に回復・蘇生系の魔法が使える。「光の福音」（回復系魔法の強化版）、「天使の歌」（全体回復）、「奇跡の光」（全体蘇生+回復）、「生命の息吹」（単体蘇生+回復強化）。「精霊の祝福」はPT内のメンバーのステータスを向上することができる。
- 闇の使徒→闇の神官　弱体化魔法が多いが特筆すべきはその能力の高さ。「黒洞爆裂」（全体次元爆裂）「暗黒の呪い」（強力弱体化魔法）「死亡宣告」（3ターン後に即死させる）「霊魂剥奪」（敵吸収）今までの使いにくさを思わせない技のバリエーションさと能力が豊富。
- 僧侶→司祭　全体補助魔法が強力。「烈火刀」（攻撃力超アップ）「アクアオーラ」（魔法吸収）「元素昇化」（魔法威力アップ）「閃光乱射」（命中率大幅アップ）「大地の癒し」（全体回復）

## 幻獣
この世界には幻獣と呼ばれる生き物が存在し、時にはプレイヤーの味方に、そして時にはプレイヤーの敵として立ちはだかる。
- 幻獣は自分で捕まえる、買う、初期から所持　などがあり、レベルに応じて「封印石」という幻獣を捕まえる石のランクが上がっていく。
- 自分の仲間になった幻獣はパートナーの人間のMPを貰うことで体を維持して生きていける。レベルや能力の高い幻獣ほどMPの消費が激しくなる。

### 幻獣の成長傾向
幻獣はタイプ（外見）と属性（色）により成長傾向が決まる。
| 属性     | 火         | 水   | 木         | 金         | 土         | 光   | 闇   |
| 成長傾向 | 筋力＞幸運 | 敏捷 | 体力＞知力 | 筋力＞体力 | 体力＞幸運 | 平均 | 知力 |

### 幻獣の捕獲
捕獲を成功できるかどうかの確率は、魅力・幻獣のレベル・封印石の等級・幻獣士であるかないか、にかかってくる。
- 封印石は現在6級まででレベル1～120までの幻獣がいる。
- 一般的に幻獣は幻獣士が捕獲するものであり、欲しい幻獣がいる場合は幻獣士に頼むのが普通である。
- 幻獣士以外の職業が捕獲する場合、1級封印石で捕獲できるような低いレベルの幻獣なら出来ないこともないが、それ以上のレベルの幻獣を捕獲するのはほぼ無理に近い。

### 幻獣の親密度
- 親密度の上限は100である。
- 親密度が低い（50程度）と幻獣は自分の命令を聞かず、仲間を攻撃したりする。また一定の親密度に達すると、幻獣の状態を変化させる事ができる。
- 親密度を上げる方法は以下の通り
  - 連れて歩く
  - 戦闘にいっしょに参加し勝つ（上限：100）
  - 散歩させてあげる（上限：70）
- その他、プレイヤーキャラクターの魅力に応じて自然に上がったり（上限：30）、エネルギー補給してあげると上がったりする。また、維持に必要なMPが不足すると逆に親密度が下がってしまう。

### 幻獣の状態
幻獣の親密度に応じて状態を変化させる事ができる。
通常モード
幻獣を非活性化させた状態、つまり、何もさせてない状態。ログインしたばかりの時はこの状態にある。
戦闘モード
実体化させた幻獣がプレイヤーキャラクターの後ろについて移動し、戦闘時幻獣がそのままの状態で参加する。
武器モード
親密度が30以上必要。
幻獣がプレイヤーキャラクターの武器と合体して、攻撃力が上がる。また幻獣の属性に応じて攻撃の属性も変化する。
防御モード
親密度が50以上必要。
幻獣がプレイヤーキャラクターの防具と合体して、対物理防御力が上がる。また幻獣の属性に応じて防御の属性も変化する。
法化モード
親密度が60以上必要。
霊体化した幻獣が一種の魔法増幅機となって、パートナーの魔法の威力を高める。法化した幻獣の属性と同じ属性の魔法は威力が上がる。
霊化モード
親密度が80以上必要。
霊体化した幻獣が一種のバリアーとなって、対魔法防御力が上がる。さらに、プレイヤーキャラクターのMP回復速度も速くなる。一度このモードを使ってから中断すると、ある程度時間がたってからでないと再使用できなくなるので注意。
散歩モード
その地点を中心に幻獣がふらふら散歩をする。この状態だと連れ歩いたりするより親密度の上がりが早くなる。プレイヤーキャラクターが生産等放置プレイをしている最中に散歩させるといい。注意すべき点は、幻獣はプレイヤーのそばを遠く離れることはないが、散歩させたまま幻獣が見えなくなるところまで移動してしまうと、どんどん親密度が下がっていく。

### 幻獣の特技
この世界には幻獣の特技を教えてくれる人が散らばっている。幻獣には各々、覚えられる特技が決まっており、レベルがその特技の必要値に達していれば覚えることが出来る。特技の取得は無料でメムはかからない。
| 名称           | レベル | 消費MP | 使用タイプ | 説明 |
| -------------- | ------ | ------ | ---------- | --- |
| パワーアップ   | 5      | 5      | 戦闘       | 幻獣の攻撃力が3ターンの間上昇する。 |
| 超パワーアップ | 15     | 20     | 戦闘       | 幻獣の攻撃力が4ターンの間上昇する。パワーアップよりも攻撃力が上がる。 |
| バーサーク     | 30     | 25     | 戦闘       | 幻獣の攻撃力が5ターンの間上昇する。超スーパーアップよりも攻撃力が上がる。 |
| 回復           | 15     | 25     | 平時       | 非戦闘時に幻獣のHPを回復。 |
| 完全回復       | 35     | 30     | 平時       | 非戦闘時に幻獣のHPを完全に回復。 |
| 連打           | 1      | 15     | 戦闘       | 1ターンに対象を2連続で攻撃する。 |
| 知力低下・弱   | 1      | 15     | 戦闘       | 敵の知力を5ターンの間低下させる。ただしボス級の敵には無効。 |
| 知力低下・中   | 10     | 20     | 戦闘       | 敵の知力を6ターンの間低下させる。ただしボス級の敵には無効。 |
| 知力低下・強   | 35     | 25     | 戦闘       | 敵の知力を7ターンの間低下させる。ただしボス級の敵には無効。 |
| 死んだ真似     | 1      | 15     | 戦闘       | 倒れて死んだ真似をする。敵から攻撃されなくなるが自分自身も行動不能になる。 |
| 潜伏           | 25     | 15     | 戦闘       | 戦闘中、敵から攻撃を受けずに攻撃コマンドか回避コマンドを行うことができる。 |
| ステルス       | 40     | 40     | 戦闘       | 戦闘中、敵から攻撃を受けずにあらゆるコマンドを行うことができる。 |
| 幸福祈願       | 30     | 10     | 平時       | 非戦闘時、限られた時間の間だけ主人の幸運を高める。 |
| 威嚇           | 10     | 10     | 戦闘       | 成功すれば敵を逃走させる。ただしボス級の敵には無効。 |
| プレッシャー   | 35     | 15     | 戦闘       | 成功すれば敵を逃走させる。ただしボス級の敵には無効。 |
| 犠牲           | 15     | 0      | 両用       | 幻獣自身のHPをすべて主人にチャージする。チャージ効率は親密度に比例する。戦闘中に使用すると幻獣の戦闘モードは解除される。非戦闘時は、幻獣のHPが30%以上なければ使えない。            |
| 吸収           | 25     | 20     | 戦闘       | 敵の受けたダメージを自分のHPに変換する。敵に残っているHPがダメージより少ない場合は残ったHPだけが吸収される。                                                                       |
| 寄生           | 45     | 30     | 戦闘       | 敵に受けたダメージを自分のHPに変換する。敵に残っているHPがダメージより少ない場合は残ったHPだけが吸収される。新たに別の幻獣が寄生すると、すでに寄生していた幻獣の寄生は解除される。 |
| 移動カート     | 5      | 25     | 平時       | 非戦闘時にパートナーとともに移動カートに乗って移動できる。 |
| 身代わり       | 10     | 0      | 自動       | パートナーが倒された瞬間に幻獣が主人に代わって犠牲になる。失敗することもある。 |
| 自爆           | 15     | 30     | 戦闘       | 幻獣が自爆して敵に大ダメージを与える。ただし親密度が10ほど下がり、幻獣のHPは1ポイントだけになる。幻獣の残りHPが多いほど威力が上がる。                                              |
| 狙い           | 10     | 10     | 戦闘       | 命中率を高める。 |
| 精密狙い       | 35     | 15     | 戦闘       | 命中率をかなり高める。 |
| 烈風刀         | 5      | 15     | 戦闘       | 金属性の魔法の刃が飛び出し敵を攻撃する。 |
| 断空刀         | 30     | 20     | 戦闘       | 金属性の魔法の刃が複数飛び出し敵を攻撃する。 |
| 巨木撃         | 10     | 10     | 戦闘       | 木属性のハンマーを呼び出して敵一人を攻撃する。敵を気絶させて行動不能にさせることも。                                                                                               |
| 神木撃         | 35     | 20     | 戦闘       | 木属性のハンマーを呼び出して敵一人を激しく攻撃する。敵を気絶させて行動不能にさせることも。                                                                                         |
| 藤縛り         | 5      | 10     | 戦闘       | 藤づるを呼び出して敵を縛り、混乱させて魔法を封印する。 |
| 超藤縛り       | 30     | 15     | 戦闘       | 藤づるを呼び出して敵を縛り、混乱させて魔法を封印する。 |
| 波の舞         | 5      | 10     | 戦闘       | 押し寄せる波が敵の攻撃力をそぐ。 |
| 大波の舞       | 30     | 15     | 戦闘       | 押し寄せる大波が敵の攻撃力を大幅に低下させる。 |
| 極寒           | 10     | 15     | 戦闘       | 水属性の吹雪で敵を攻撃。敵を凍らせて1ターンの間行動不能にする。 |
| 瞬間凍結       | 35     | 25     | 戦闘       | 水属性の吹雪で敵を猛撃。敵を凍らせて1ターンの間行動不能にする。 |
| 軟化           | 5      | 10     | 戦闘       | 敵の防具をふにゃふにゃにして、防御力を低下させる。 |
| 溶解           | 30     | 15     | 戦闘       | 敵の防具をとかして、防御力を低下させる。 |
| 火炎弾         | 10     | 20     | 戦闘       | 火属性の火炎で敵を攻撃する。 |
| 火炎球         | 35     | 30     | 戦闘       | 火属性の火炎で敵を猛撃する。 |
| 再生           | 5      | 15     | 戦闘       | HPを徐々に回復させる。 |
| 復活           | 30     | 25     | 戦闘       | HPを徐々に回復させる。 |
| 落石           | 10     | 25     | 戦闘       | 落石を起こして敵を攻撃する。 |
| 隕石           | 35     | 35     | 戦闘       | 隕石を呼び寄せて敵を攻撃する。 |
| 元気           | 5      | 15     | 戦闘       | 聖なる力でHPを回復させる。 |
| 超元気         | 30     | 25     | 戦闘       | 聖なる力でHPを大幅に回復させる。 |
| 聖句           | 10     | 20     | 戦闘       | 光属性の力で敵を攻撃する。 |
| 聖光弾         | 35     | 30     | 戦闘       | 光属性の力で敵を攻撃する。 |
| 呪い           | 5      | 10     | 戦闘       | 敵を呪って戦闘力を減少させる。 |
| 怨念           | 30     | 15     | 戦闘       | 敵を呪って戦闘力を大幅に減少させる。 |
| 毒送り         | 10     | 10     | 戦闘       | 敵に中毒を起こさせて数ターンの間そのHPを減らす。 |
| 猛毒送り       | 35     | 20     | 戦闘       | 敵に中毒を起こさせて数ターンの間そのHPを減らす。 |

バーサーク+連打、犠牲+完全回復等のコンボが一般的である。
また毒送りor猛毒送りは敵のHPを残り1にするので、幻獣を捕まえる時に効果的。

### 幻獣の幻化
装備品に幻獣を宿らせることにより、攻撃力や防御力を高めることができる。
パラメータの上昇値は幻化した幻獣のステータス依存であり、さらに幻化した幻獣の属性が付加される。
破壊増加率=（知力/2）+（筋力×武器破壊/600）+10
命中増加率=（敏捷×武器命中/600）+10
防御上昇値=（体力×防具の防御/600）+10
回避上昇値=（幸運×防具の防御/600）+10
（）内の小数点は切り捨て
レインボー・ブルーバード・シルバーゴールド・バクダットの幻獣販売店で幻化できる。
幻化費用として装備Lv×150メムが必要。
注意点は以下の通り
- 一度幻化した幻獣・装備品は元に戻すことができず、2度目の幻化はできない
- 穴付き装備は幻化できない
- 幻化後の装備品の装備Lvは変わらない
- 幻化後の装備品の名前は、幻化した幻獣の名前になる
- 幻化したい装備品の装備Lvより高いLvの幻獣を幻化することはできない

### 幻獣おもちゃ
幻獣おもちゃは種類が非常に多く、幻獣に装着して筋力や知力を増加させるのに用いるアイテムである。おもちゃの材料は「幻獣おもちゃ箱」を開けるとランダムに出るほか、義勇で材料をドロップできる。作成するには多数の人形、カードと宝石が必要のため、数百万メム（ゲーム内通貨）がかかることが多く、容易には作れない。また、一度作成してしまうと、後から人形や宝石の追加はできない。

## 幻獣アクセサリー
幻獣おもちゃと同じように、幻獣に装着して筋力や知力を増加させるのに用いるアイテムである。ただし、装備できる幻獣の種類には制限があり、幻獣おもちゃより増加効果も劣る。幻獣アクセサリーの材料は特定の幻獣と戦うことでドロップする。作成するにはカードと指定の生産品が必要。宝石は複数回に分けて入れることができる。

### 移動カート
移動カートは幻獣に装着してプレイヤーキャラクターの移動時に用いる。1級から5級までがあり、級が上がるごとにプレイヤーキャラクターのHP、MP回復の比率が上がる。また敵幻獣の遭遇率が級が上がるにつれて下がる。カートには材料が必要で、1級がもっとも安価な材料で作れる。5級になると幻獣の人形が必要になり、材料も高いレベルの採取、加工物が必要になる。材料のほかに加工費用も必要。

### 魔法のじゅうたん
じゅうたんを幻獣に装備させるとバグダッド周辺の空域MAPに入る事ができる。じゅうたんには幻獣が装備可能なLvが設定されており、Lv?までの物はバグダッドのじゅうたん屋で買うことが可能である（値切りは使えない）。高Lvのじゅうたんは、じゅうたん屋でランダム出しをするか、敵幻獣からのドロップにて取得する。多くは遺跡のボスからドロップできる。利用するのに幻獣特技が必要になる移動カートとは違い、幻獣のLvのみで利用できる。なお、じゅうたんを装備させている間は幻獣の敏捷が増加する（一番レベルの低いじゅうたんを除く）。敏捷増加は最低が+2、最高が+60。じゅうたんの大きな欠点は、幻獣が戦闘で敗北して消えると、じゅうたんも一緒に消えてなくなる。高い敏捷増加のじゅうたんをつけた幻獣を戦闘に出すときは、幻獣のHPの減少に注意すること。

### 融合
融合とは幻獣どうしを掛け合わせて成長傾向のステータスのうち1つを特に伸ばす目的で行うことが主になっている。他には突然変異というものもあるが確率が非常に低い。ステータスのうち多くは筋力と知力を伸ばした幻獣を融合により作る。筋力を伸ばしたものは戦士の武器と合体させて、攻撃力（破壊力）向上に用いる。または、修行者、幻獣士の攻撃用幻獣として用いる。
知力を伸ばしたものは、修行者（魔術師、僧侶、光の使途、闇の使途）用に法化して用いる。これにより、魔法攻撃の威力を大幅にアップできる。融合では体力を特に伸ばす幻獣を作ることもある。これは防御用か、戦闘時の盾として使われる。
融合の方法
融合は、成長を継承する幻獣と、成長を継承させる幻獣の2匹が必要になる。融合にはアイテムが必要になる。以下の3種類のアイテムを使った方法がある。
幻獣栄養剤
このアイテムの他に成長を継承させる幻獣の人形と幻獣カードが各1個ずつ必要になる。この方法は成長継承が希望した幻獣にならないことがあり、要するに失敗がある。『童話王国』が公認としているネットカフェからログインし、指定のNPCから購入できる。
命の源
幻獣2匹とこのアイテムがあれば融合可能。指示を間違えなければ必ず成功し、失敗はない。『童話王国』の国営商店で販売されている。
宇宙の神秘
命の源と同等で融合の失敗はない。更に特定の宝石を用いることによって、その幻獣が本来持たない特技を取得することができる。『童話王国』の国営商店で、福袋を買うと時折出ることがある。このアイテムを直接指定して買うことは現在はできない。

## 生産
生産は一次生産（木こり/狩猟/ハーブ採り/釣り/鉱石掘り/農作業）は誰でも覚えられるが、1.5次生産（酒/機織/研磨/冶金）と二次生産（回復系/装備類）は合計6個まで覚えることが可能である。生産は、所持限界量に達するか材料がなくなるまで自動的に採取および製造する為、その間プレイヤーがする事は何もない。
する事が何も無いことを利用して、通勤・通学等の外出時や睡眠時間などに生産を行わせておく、生産放置と呼ばれるプレイスタイルが存在する。
『童話王国』の面白さにこの生産がある。多くのネットゲームは、キャラクターが使用するアイテムはゲーム内の通貨で購入したり、運営者側から配られたりすることが殆どである。『童話王国』は、ゲーム内通貨で販売店で買えるものは一部で低レベルのものしか扱っていない。キャラクターレベルが上がるにつれ、武器は破壊力、防具は防御・回避能力が高いものに変える必要がある。販売されてい以外のものは、村や都市で採取・生産技術を取得し、自分で作る。要するに自給自足が可能になっている。
採取技術を覚えたら、採取道具を購入して指定の場所に行き採取する。『童話王国』の公式ウェブサイトでは、この採取場所についての記載はない。生産したものはフリーマーケットに陳列台を置き、販売することができる。自慢のアイテムに価格をつけ、買い手が現れるのを待つ。フリーマーケットの売買は自動化されているので、売り手は画面を操作するのは、陳列台に生産物を並べるときだけである。買い手は買いたいものがあったら、陳列台のアイテムを自分のアイテム欄に移動すれば、通貨の支払いも自動的に行われる。
ユニークなのは、鉱石の原石が掘れることである。石炭、銅鉱石、鉄鉱石、砂金などが掘れる。これを冶金して合金を作る。アクセサリー、防具などの材料として使用する。アクセサリーは、『童話王国』はキャラクターを着飾る目的で使用されるものではない。生産するとキャラクターのステータスを強化する付加が付くことがある。敏捷（キャラクターの行動速度）、HP増加などで、戦闘時に大きな役割をしてくれる。
キャラクターが使用する武器、衣、盾などもすべて生産技術を取得して生産することができる。初期状態の生産はゲーム内の販売店で売っているものと同じだが、生産したものは耐久、攻撃力などのステータスが高いものが作れる。採取と生産は、それぞれ経験値が設定されていて、経験値を消化すると、より優れたものを採取したり生産することが可能になる。この採取と生産にはかなりの時間を要し、キャラクターは移動が出来ないのでプレイヤーは他に何もすることができない。寝る前などに採取、生産をセットしてキャラクターを放置する。あとは採取道具がなくなるか、キャラクターが持てる最大重量に達するまで自動的にやってくれる。

## 国営商店
『童話王国』は現在、基本プレイ料金は無料であるが、アイテムの一部を有料（現金）販売することにより運営元の収益となっている。有料のアイテムを購入するためにはクレジットカードなどを用いてジスという固有の通貨を購入する（1ジス＝1円）。このジスを使ってアイテムを購入するしくみになっている。アイテムを販売するWEBページを国営商店と呼んでいる。アイテムの一部は敵幻獣を倒すことによって得られるもの、更には『童話王国』が指定するネットカフェからログインして、特定のNPCから童話内通貨で購入できるものもあるが、ほとんどは国営商店独自のアイテムである。国営商店で販売しているものは以下の通り。
プレミアムチケット
これはアイテムではなく国営商店において、プレミアムアイテムを購入可能にする待遇が得られるチケットである。更に『童話王国』内においてプレイ中に生産時の採取用の道具を割引で購入できたり、幻獣の封印を通常の半額、都市や村に格安な料金で移送、幻獣おもちゃを一定個数集めると別のアイテムに交換するサービスなどが得られるようになる。
能力アップアイテム
体力人形、破壊人形、逃避人形などが販売されている。
便利アイテム
親愛キャンディ（1個につき指定した幻獣の親密度を6上げる）、特別銀行券（どこでも銀行を呼び出せる）、大陸旅行券（4都市にある旅行協会から他の都市に移送）などを販売。
特殊アイテム
戦闘人形、親愛の杖、幻獣親愛棒などを販売。
福袋
購入するとランダムで3個のアイテムが出るもので、購入すると『童話王国』にログインしなくてもWEB上で何のアイテムが出たかわかるようになっている。宇宙の神秘と、超力仕事人形というものはこの福袋でないと出ないため、出すために相当の現金を使った人もいて評判が良くない。
プレミアムアイテム
超親愛の杖、分子安定剤などは、先のプレミアムチケットを購入後、このプレミアムアイテムから購入か可能になる。また寿命安定剤、属性安定剤などはプレミアムで購入したほうが安くなる。

## 大型エキスパンション
| No    | 実装日         | エキスパンション名 | 備考 |
| ----- | -------------- | ------------------ | ---- |
| 第1弾 | 2004年12月15日 | 人魚姫             |      |
| 第2弾 | 2005年4月27日  | 不思議の国のアリス |      |
| 第3弾 | 2005年8月10日  | アラビアンナイト   |      |
| 第4弾 | 2005年11月16日 | 裸の王様           |      |
| 第5弾 | 2006年3月22日  | OZの魔法使い       |      |
| 第6弾 | 2006年9月6日   | おやゆび姫         |      |
| 第7弾 | 2007年2月7日   | 美女と野獣         |      |
| 第8弾 | 2007年7月13日  | 桃太郎             |      |
| 第9弾 | 2008年1月24日  | お菓子の家         |      |

## キャラクターのハイレベル化と、敏捷の競争
『童話王国』はキャラクターレベルの高いキャラクター名を職業別にランキング一覧としてゲーム内の掲示板に告知を行っている。キャラクターレベルは告示はされていないが、現状はレベル102がキャラクターレベルの最高値である。
このレベルに達するには、狩り（敵幻獣を倒す）をすることによってキャラクターの経験値を減らさなければならないが、レベル84以上になると経験値が1億に達するため、現在はキャラクターに装備する、経験値取得増加のアクセサリーや、敵幻獣を倒すことによって得られる経験値削減アイテムなどの利用も行われている。
高いレベルに達するためには『童話王国』に係わるプレイ時間も相当なものになる。現実的にそれなりの時間を裂ける人でないと、高いキャラクターレベルに達するのは困難である。『童話王国』は戦闘時に放置できるマクロが用意されていない。外部操作のソフトを長期間使用して、同社の規約に抵触してアカウントを取り消された人が存在する。ネットゲームは戦闘時マクロが用意されていることが多く、このゲームで戦闘してレベルを上げるには長時間PCの前に張り付かなければならない。それ故に高レベルのキャラクターを持つ人との対人的な付き合いは難しいものがあった。『童話王国』はコンセプト的に古いと言わざるを得ないのが現状である。同社のネットゲームで新規のものは戦闘マクロが用意され、放置戦闘が可能になり、解決されている。
『童話王国』には、放送局というものがあり、キャラクターのレベル上げをするために、狩りをチームを組んで戦闘するのに用いられている。但し相手のペースに従わなければならず、会話も無いことも多い。最近はこの放送局を利用しないで、連盟内などで狩りを行うキャラクターが多くなっている。
敏捷というのは、キャラクターが戦闘時に動作を行う速度のことで、これが敵幻獣より低いと総攻撃を受けたあとに反撃することになってしまう。複数の人とチームを組むときは、敏捷が早い順に敵に対して攻撃を行う。キャラクターのハイレベル化に伴い、この敏捷の競争が非常に激しくなっている。義勇などはチームを組むことが普通なので、戦士系でも敏捷が非常に高い人が増えている。
『童話王国』には他人と一切チームを組まず、複数のキャラクターを同時に起動させて楽しむ人も増えている。この場合は敵幻獣より敏捷が早ければ良く、他人との競争は考えなくて良いので、自分のペースで楽しむことが可能である。

## 基本プレイ料金無料化の後
『童話王国』は2004年10月から基本プレイ料金を有料としていた。その結果会員数が3年を経て極端な減少を招くことになった。
これはサーバ占有率を見て明白で、2007年4月頃には最も混雑していたワールドで占有率が40%程度になり、他のワールドも最盛期の占有率の半分以下になった。
多くの人が『童話王国』のプレイを休止し、連盟内でも2、3人しかログインしないという状況になってきた。プレイするのにプレイチケットを購入し、更には有料アイテムを買うことも多かったため、会員離れを増長したのである。会員数の減少に危惧を抱いた運営元の当時サクセス社は、『童話王国』の基本プレイ料金無料化に踏み切った。
無料化のメリットは会員数の増加であるが、会員層の低年齢化を招き内部が荒れることがよく見られる。もちろん低年齢であってもしっかりとマナーを守ってプレイする人も数多く存在するが、一部の低年齢者はチャットも満足にできずに無意味に走り回り「アイテムくれよ」などと言いながら他人に迷惑をかける人も存在する。『童話王国』もベータテストの頃はこのような低年齢者が多く存在していた。一旦有料化になってからこのような人たちは別の無料ゲームに移っていった。
そして2007年7月の無料化に至り、このような低年齢者がまた増えると思われていたが、意外にもそのようなことがなかった。この理由は、プレイするのに重要なアイテムを有料化のままにしたことに起因する。もちろん無料のまま『童話王国』を楽しむことは可能であるが、キャラクターのスキルを上げたり、強い戦士を育てるには有料アイテムがないと難しくなっている。
結果的に単にキャラクターレベルを上げてもスキルが伴わないので、飽きてしまう。これが低年齢者の増加を抑止したと考えられる。現在の会員数は、サーバ占有率を見る限り、ベータテスト当時ほどではないが、かなり回復してきている。

## ソロエルパズル 童話王国
『ソロエルパズル 童話王国』は2006年4月20日にスコーネック開発、サクセス発売のニンテンドーDS用アクションパズルゲーム。童話王国のキャラクターが登場するがストーリーはオリジナル。サクセスのSuperLite2500シリーズで同様のシステムの『女子高生逃げる!心霊パズル学園』が発売されている。
評価
ファミ通クロスレビューでは7、6、6、6の25点。レビュアーは「余計な飾りもなく効果的なタイムリミットで熱中度が高い」「タッチペンとの相性がいい」「パネルを動かせる範囲内でステージ形状と合わせて考えるのは楽しい」「適度な難易度で飽きない」とした一方「枠付近や意図しない部分をつかんでしまうタッチ操作」「同ジャンルのゲームと比べてモードがやや少ない」「クリア済みのストーリーモードのステージは簡単に再挑戦できない」「どこでもセーブができない」とした他、爽快感について大連鎖があるため感じられる者とあっても感じられないとする者で分かれた。